# Pomacentrus tripunctatus
Pomacentrus tripunctatus es una especie de peces de la familia Pomacentridae en el orden de los Perciformes.

## Morfología
Los machos pueden llegar alcanzar los 7,5 cm de longitud total.

## Hábitat
Es un pez de mar.

## Distribución geográfica
Se encuentra en Sri Lanka, Mar de Andaman, Indonesia, Islas Salomón y Vanuatu.